# Lisa Spickschen
Lisa Spickschen (* 5. September 1983 in Braunschweig) ist eine deutsche Schauspielerin.

## Leben
Lisa Spickschen schloss ihre Schulzeit 2002 mit dem Abitur am Gymnasium am Silberkamp in Peine ab. Anschließend absolvierte sie von 2003 bis 2007 ihre Ausbildung an der Hochschule für Musik und Theater Hannover.
Vom Juli 2007 bis September 2008 war sie in der Rolle der Elisabeth ‚Lizzy‘ van Weyden in der ZDF-Telenovela Wege zum Glück zu sehen.
Vor ihrer Rolle bei Wege zum Glück spielte sie in verschiedenen Kurzfilmen mit und war am Studiotheater Hannover und den Kammerspielen Hannover zu sehen.
2008 spielt sie am Theater Rostock.
Spickschen lebt in Hannover und arbeitet dort als Logopädin in einer Logopädischen Praxis.

## Film und Fernsehen
- 2004: Monster (Kurzfilm)
- 2004: Das Vermächtnis der Cherusker (NDR)
- 2006: Eine wie Sie (Kurzfilm)
- 2006: Puls (Kurzfilm)
- 2007–2008: Wege zum Glück (ZDF)
- 2008: Unser Charly (ZDF)
- 2009: Pfarrer Braun (ARD)
- 2009: Mord in bester Gesellschaft – Alles Böse zum Hochzeitstag (ARD)
- 2013–2014: Verbotene Liebe (ARD)

## Theater
- 2002–2003: Leonce und Lena – Hauptrolle / Klecks Theater Hannover
- 2005: Könige  und Königinnen / Studiotheater Hannover
- 2005: Factory – Hauptrolle / Studiotheater Hannover
- 2005: One for my baby, one for the road (Liederabend) / Cumberlandsche Bühne, Schauspiel Hannover
- 2006: Wir im Finale / Schauspiel Hannover
- 2007: Auf der Greifswalder Straße / Studiotheater Hannover
- 2008: Populärmusik aus Vittula / Volkstheater Rostock
- 2008: Pension Schöller / Volkstheater Rostock
- 2008: Nathan der Weise / Volkstheater Rostock
- 2008: Der Zauberer der Smaragdenstadt / Volkstheater Rostock
- 2009: Die Möwe / Volkstheater Rostock
- 2009: Amadeus / Volkstheater Rostock
- 2010: Bremer Stadtmusikanten / Volkstheater Rostock
- 2010: Tartuffe / Volkstheater Rostock